# Stegnogramma ehrenbergiana
Stegnogramma ehrenbergiana là một loài dương xỉ trong họ Thelypteridaceae. Loài này được Fourn. mô tả khoa học đầu tiên năm 1872.
Danh pháp khoa học của loài này chưa được làm sáng tỏ. 